# UFC on ESPN: Holm vs. Bueno Silva
UFC on ESPN: Holm vs. Bueno Silva（ユーエフシー・オン・イーエスピーエヌ：ホルム・バーサス・ブエノ・シウバ、別名UFC on ESPN 49）は、アメリカ合衆国の総合格闘技団体「UFC」の大会の一つ。2023年7月15日、ネバダ州ラスベガスのUFC APEXで開催された。

## 大会概要
本大会はホリー・ホルムとマイラ・ブエノ・シウバの女子バンタム級戦が組まれた。

## 試合結果

### プレリミナリーカード
第1試合 女子バンタム級 5分3R
○  アイリーン・ペレス vs.  アシュリー・エヴァンス＝スミス ×
3R終了 判定3-0（30-25、30-25、30-26）
第2試合 ライト級 5分3R
○  アレクサンダー・ムニョス vs.  カール・ディートン ×
3R終了 判定3-0（30-26、30-27、29-28）
第3試合 フライ級 5分3R
○  アザト・マクスム vs.  タイソン・ナム ×
3R終了 判定2-1（29-28、28-29、29-28）
第4試合 ライト級 5分3R
○  エヴァン・エルダー vs.  ヘナロ・バルデス ×
3R終了 判定3-0（30-26、29-28、29-28）
第5試合 フェザー級 5分3R
○  メルキザエル・コスタ vs.  オースティン・リンゴ ×
3R終了 判定3-0（30-26、30-27、30-27）
第6試合 女子ストロー級 5分3R
○  ビクトリア・ドゥダコバ vs.  イステラ・ヌネス ×
1R 0:34 TKO（腕の負傷）
第7試合 フェザー 5分3R
○  メルシック・バグダザリアン vs.  タッカー・ラッツ ×
3R終了 判定3-0（29-28、29-28、29-28）

### メインカード
第8試合 ライト級 5分3R
○  ナジム・サディコフ vs.  テランス・マッキニー ×
2R 1:07 リアネイキドチョーク
第9試合 女子フェザー級 5分3R
○  ノルマ・ドゥモン vs.  チェルシー・チャンドラー ×
3R終了 判定3-0（30-27、30-27、30-27）
第10試合 ミドル級 5分3R
○  パク・ジョンヨン vs.  アルベルト・デュラエフ ×
2R 4:45 リアネイキドチョーク
第11試合 ライト級 5分3R
○  フランシスコ・プラド vs.  オットマン・アツァイター ×
1R 4:05 TKO（パウンド）
第12試合 ウェルター級 5分3R
○  ジャック・デラ・マダレナ vs.  バシル・ハファス ×
3R終了 判定2-1（28-29、29-28、29-28）
第13試合 女子バンタム級 5分5R
○  マイラ・ブエノ・シウバ vs.  ホリー・ホルム ×
2R 0:38 ニンジャチョーク

### 各賞
ファイト・オブ・ザ・ナイト：ジャック・デラ・マダレナ vs. バシル・ハファス
パフォーマンス・オブ・ザ・ナイト：マイラ・ブエノ・シウバ、フランシスコ・プラド
各選手にはボーナスとして5万ドルが授与された。

### カード変更
負傷などによるカードの変更は以下の通り。